# 争取社会主义民主新道路
争取社会主义民主新道路（土耳其语：Sosyalist Demokrasi için Yeniyol），简称新道路（Yeniyol），是土耳其的一个托洛茨基主义组织。该组织倡导多元主义、女权主义、生态主义、无产阶级国际主义和社会主义。该组织是第四国际的支部。该组织曾在自由和团结党内部形成政治派系，后来解散。2022年，该组织加入土耳其工人党，但仍保留自己的组织。